# Pseudothecadactylus
Pseudothecadactylus — рід ящірок родини диплодактилідів (Eublepharidae). Представники цього роду є ендеміками Австралії.

## Види
Рід Pseudothecadactylus нараховує 3 види:
- Pseudothecadactylus australis (Günther, 1877)
- Pseudothecadactylus cavaticus Cogger, 1975
- Pseudothecadactylus lindneri Cogger, 1975

## Етимологія
Наукова назва роду Pseudothecadactylus походить від сполучення слова дав.-гр. ψευδος — несправжній і наукової назви роду Thecadactylus Oken, 1817.